# Grenadines (St. Vincent und die Grenadinen)
Grenadines ist ein Parish (administrative Einheit) im Inselstaat St. Vincent und die Grenadinen in der Karibik. Mit einer Fläche von 43 km² ist es das viertgrößte Parish des Staates. Es wird aus den nördlichen Inseln der Grenadinen (engl. Grenadines), einer grenzüberschreitenden Inselkette zwischen den Inseln St. Vincent und Grenada, gebildet und gehört geographisch zu den Inseln über dem Winde und damit zu den Kleinen Antillen. Die Inseln der Grenadinen liegen zwischen dem Karibischen Meer im Westen und dem Atlantik im Osten.
Zum Zeitpunkt der letzten Volkszählung (2012) hatte das Parish 10.234 Einwohner. Für 2021 wurde die Bevölkerung auf etwas mehr als 10.300 Einwohner geschätzt.
Der Hauptort des Parish ist Port Elizabeth.

## Inseln
Das Parish umfasst die nördlichen Grenadinen:
- All Awash Island (⊙)
- Baliceaux (Baliceaux Island, ⊙)
- Bettowia (Battowia Island, ⊙)
- Bequia (⊙)
- Canouan (Canouan Island, ⊙)
- Catholic Island (⊙)
- Church Cay (⊙)
- Dove Cay (⊙)
- L’Islot (⊙)
- Mayreau (⊙)
- Mustique (⊙)
- Petit Canouan (⊙)
- Petit Cay (⊙)
- Petite Mustique (⊙)
- Petite Nevis (⊙)
- Petit St. Vincent (⊙)
- Pigeon Island (⊙)
- Prune Island (Palm Island, ⊙)
- Isle à Quatre (Quatre, ⊙)
- Rabbit Island (⊙)
- Red Island (⊙)
- Saint Elairs Cay (⊙)
- Sand Cay (⊙)
- Savan (Savan Island, ⊙)
- The Pillories (Les Piloris, ⊙)
- Tobago Cays (⊙)
- Union Island (⊙)

## Ortschaften
| Name           | Koordinaten | Insel        |
| -------------- | ----------- | ------------ |
| Ashton         | ⊙           | Union Island |
| Bednoe         | ⊙           | Quatre       |
| Charlestown    | ⊙           | Canouan      |
| Cheltenham     | ⊙           | Mustique     |
| Clifton        | ⊙           | Union Island |
| Derrick        | ⊙           | Bequia       |
| Dovers         | ⊙           | Mustique     |
| Friendship     | ⊙           | Bequia       |
| Lovell Village | ⊙           | Mustique     |
| Old Wall       | ⊙           | Mayreau      |
| Paget Farm     | ⊙           | Bequia       |
| Port Elizabeth | ⊙           | Bequia       |